# Fuerzas Armadas de Sudán del Sur
Las Fuerzas Armadas de Sudán del Sur fueron debidamente establecidas en la Parte 10.ª, Capítulo 1.º de la Constitución de Sudán del Sur. Actualmente están compuestas principalmente por elementos del Ejército de Liberación del Pueblo de Sudán (SPLA), el cual era previamente el brazo armado del Movimiento de Liberación del Pueblo de Sudán, y están en proceso de convertirse en un ejército regular.
La misión de las Fuerzas Armadas, según lo define la Constitución:
- Sostener la Constitución;
- Defender la soberanía del país;
- Proteger al Pueblo de Sudán del Sur;
- Asegurar la integridad territorial de Sudán del Sur;
- Defender Sudán del Sur de amenazas y agresiones exteriores y;
- Estar involucrados en el tratamiento de emergencias, participar en las actividades de reconstrucción y ayuda en la gestión de desastres y socorro en conformidad con esta Constitución y la ley.

## Equipamiento

### Armas de fuego
| Nombre            | Fotografía | Tipo                               | Origen   | Fabricante              | Munición          |
| ----------------- | ---------- | ---------------------------------- | -------- | ----------------------- | ----------------- |
| Heckler & Koch G3 |            | Fusil de asalto                    | Alemania | Heckler & Koch          | 7,62 × 51 mm OTAN |
| Tipo 56           |            | Fusil de asalto                    | China    | Norinco                 | 7,62 × 39 mm      |
| AK-47             |            | Fusil de asalto                    | Rusia    | Corporación Kalashnikov | 7,62 × 39 mm      |
| Dragunov SVD      |            | Fusil de francotirador             | Rusia    | Corporación Kalashnikov | 7,62 × 54 mm R    |
| Ametralladora PK  |            | Ametralladora de propósito general | Rusia    | Corporación Kalashnikov | 7,62 × 54 mm R    |
| DShK              |            | Ametralladora pesada               | Rusia    | Planta de armas de Tula | 12,7 × 108 mm     |
| RPG-7             |            | Granada propulsada por cohete      | Rusia    | Bazalt                  | Cohete de 85 mm   |

### Vehículos Blindados
| Nombre  | Fotografía | Tipo                       | Origen | Fabricante     |
| ------- | ---------- | -------------------------- | ------ | -------------- |
| T-72    |            | Carro de combate principal | Rusia  | Uralvagonzavod |
| T-54/55 |            | Carro de combate principal | Rusia  | Uralvagonzavod |

### Vehículos Utilitarios
| Nombre              | Fotografía | Tipo                          | Origen | Fabricante |
| ------------------- | ---------- | ----------------------------- | ------ | ---------- |
| Toyota Land Cruiser |            | Vehículo utilitario deportivo | Japón  | Toyota     |

### Artillería
| Nombre       | Fotografía | Tipo                      | Origen | Calibre | Fabricante |
| ------------ | ---------- | ------------------------- | ------ | ------- | ---------- |
| BM-21 Grad   |            | Artillería de cohetes     | Rusia  | mm      |            |
| 2S3 Akatsiya |            | Artillería autopropulsada | Rusia  | mm      |            |
| 2S1 Gvozdika |            | Artillería autopropulsada | Rusia  | mm      |            |
| M-46         |            | Obús remolcado            | Rusia  | 130 mm  |            |
| ZPU-4        |            | Artillería antiaérea      | Rusia  | mm      |            |

### Aviación
Jane's Defence Weekly, dijo en septiembre de 2010 que "Bloomberg News había informado anteriormente que la flota se componía de nueve Mi-17V-5 y un Mi-172, comprados por un total de US$75 millones a la empresa rusa Kazan, en un contrato negociado en mayo de 2007 con entregas programadas para comenzar en marzo de 2010."
| Nombre          | Fotografía | Tipo                                 | Origen         | Fabricante                           | Unidades |
| --------------- | ---------- | ------------------------------------ | -------------- | ------------------------------------ | -------- |
| Mi-17           |            | Helicóptero de transporte militar    | Rusia          | Fábrica de helicópteros Mil de Moscú | 10       |
| Beechcraft 1900 |            | Avión de pasajeros y Avión ejecutivo | Estados Unidos | Beechcraft                           | 1        |